# Samantha Ballentines
Samantha Ballentines, nombre artístico de Francisco José Sánchez Jiménez (Cádiz, 1986), es una drag queen, humorista y artista multidisciplinar española, conocida por competir en la segunda temporada de Drag Race España.

## Carrera
Dio sus primeros pasos en 2011 en los locales de ambiente LGTBI de Jerez de la Frontera, ciudad a la que seguiría muy unida actuando cada fin de semana y en el Orgullo LGTBI de Jerez desde 2018 en adelante, junto con Tigrida Revuelta, Deena Citrón o Jota Carajota.
En diciembre de 2014 actuó ya en un show drag junto a la artista Juana Sicosis.
En 2022 Samantha se unió a la competencia de telerrealidad Drag Race España en su segunda temporada, que comenzó a emitirse en marzo de 2022. En el primer episodio fue una de las dos nominadas a la eliminación, lo que la llevó a enfrentarse en una batalla de lip sync frente a la también concursante Marisa Prisa. Finalmente, Samantha fue la vencedora, y Marisa se convirtió en la primera eliminada. En el segundo episodio fue nominada una vez más a la eliminación, pero se mantuvo en la competición al vencer en la batalla de lip sync frente a la artista Ariel Rec. En el tercer episodio fue eliminada, tras ser derrotada en la batalla de lip sync por Jota Carajota. De forma posterior a su eliminación en el programa fue coronada como Miss Simpatía, recibiendo un premio de 3.000 euros. Tanto su paso por el programa como su actuación en los lip syncs levantó una fuerte polémica en redes sociales y entre los fanáticos del programa.
Tras el final de emisión de la temporada, Samantha pasó a formar parte de la gira nacional del Gran Hotel de las Reinas. Posteriormente criticó públicamente que ningún ayuntamiento de la provincia de Cádiz se hubiese ofrecido a acoger dicha gira, pese a contar esta con artistas drag de Jerez de la Frontera y San Fernando.
En diciembre de 2022 fue cabeza de cartel, junto a Marina, de la fiesta Una fantasía de la Sala Razzmatazz de Barcelona.
Durante la temporada tres y cuatro de Drag Race España ha sido la presentadora del programa Sí lo digo en  Atresplayer en el que comentaba cada capítulo con drags de la anterior edición. Durante la temporada dos de Drag Race España fue su hermana drag The Macarena la encargada de presentar el programa.

## Filmografía

### Televisión
| Año         | Título                      | Papel                                          | Notas       |
| ----------- | --------------------------- | ---------------------------------------------- | ----------- |
| 2022        | Drag Race España (T2)       | Concursante                                    | 5 episodios |
| 2022        | Tras la carrera             | Eliminada                                      | 1 episodio  |
| 2023        | Sí lo digo                  | Presentadora                                   | 5 episodios |
| 2023        | La mesías                   | Youtuber                                       | 1 episodio  |
| 2024        | Drag Race España: All Stars | Concursante                                    | 7 episodios |
| 2024        | Las Moderadoras             | Invitada                                       | 1 episodio  |
| 2024        | Drag race España (4)        | Invitada                                       | 1 episodio  |
| 2024 - 2025 | Ni que fuéramos Shhh        | Colaboradora esporádica y reportera esporádica | Varios      |